# Jürgen Panis
Jürgen Panis (Wiener Neustadt, 21 aprile 1975) è un ex calciatore austriaco, di ruolo centrocampista.

## Palmarès

### Club
- Campionato austriaco: 4

Tirol Innsbruck: 1999-2000, 2000-2001, 2001-2002
Austria Vienna: 2002-2003
- Coppa d'Austria: 1

Austria Vienna: 2002-2003